# Шкодерський вілаєт
Шкодерський вілаєт або Вілаєт Ішкодра — адміністративно-територіальна одиниця Османської імперії. Утворений 1867 року в частині Монастирського вілаєту з площею 13,800 км². Припинив існування внаслідок поразки Османської імперії у Першій Балканській війні.

## Історія
У 1867 році в рамках поліпшення функціонування адміністрації на Балканах султанський уряд з Монастирського вілаєту виділив декілька санджаків, з яких створив вілаєт Ішкодра. У 1877 році санджак Прізрен було передано до новоутвореного Косовського вілаєту, а у 1878 році утворено новий санджак Дурач. Невдала війна з Російською імперією 1878—1878 років позначилася на межах вілаєту, оскільки у 1881 році на виконання рішення берлінського конгресу Османська імперія поступилася містами Ульгюн, Бар і Подгориця на користь Чорногорії.
Цей вілаєт виконував важливе завдання захисту балканських володінь імперії з заходу. Для цьому було відновлено та зміцнено фортеці, особливо в Ішкодрі (Шкодері) на півночі, облаштовано міста уздовж Адріатичного узбережжя. Тут розташовувалися значні сухопутні війська.
У 1910—1911 роках частина вілаєту була охоплено Албанським повстанням, що вимагало утворення автономії шляхом створення Албанського вілаєту. Центральний уряд зрештою вимушений був поступитися. Але впровадити рішення не встиг, оскільки у 1912 році почалася Перша Балканська війна. З самого початку війни була чорногорськими військами було влаштовано облогу Шкодеру. Чорногорці декілька спробували штурмувати Шкодер, але не вдало. Велика Британія висунула ультиматум королівству Чорногорія зняти облогу зі Шкодера, чорногорці не поступились. 4 квітня 1913 року у Адріатичне море увійшла міжнародна ескадра і блокувала узбережжя Королівства Чорногорія. Але це вже не могло врятувати Шкодер. Незабаром місто капітулювало і 23 квітня 1913 османська залога його залишила. За рішення Лондонської конференції 1913 року вілаєт Ішкодра було розділено між Королівством Чорногорія та новоутвореним Князівством Албанія.

## Структура
У 1867—1877 роках складався з 3 санджаків: Ішкодра, Прізрен, Дебре. З 1878 року мав у складі 2 санджаки:
- Ішкодерський санджак — 4 кази: Ішкодра, Леш, Орош, Пука
- Дурачський санджак — 4 кази: Дурач, Тирана, Круя, Кавая

## Населення
У 1860—1880-х роках більшість населення становили албанці, втім точних відомостей немає. Відомо лише релігійний склад: 80 тис. — католики, 20 тис. — православні, 9,5 тис. — мусульмани. З огляду на це з 1880-х років здійснювала масштабна політика з ісламізації населення.
У 1912 році 94 тис. осіб становили албанці (80 тис. були мусульмани, 14 тис. — католиками), 70 тис. — серби (40 тис. — мусульмани, 30 тис. — православні), 10 тис. — арумуни (православні), 5 тис. — юдеї, 5 тис. — цигани-мусульмани, 1,2 тис. були турками.